# Francisco Motors Corporation

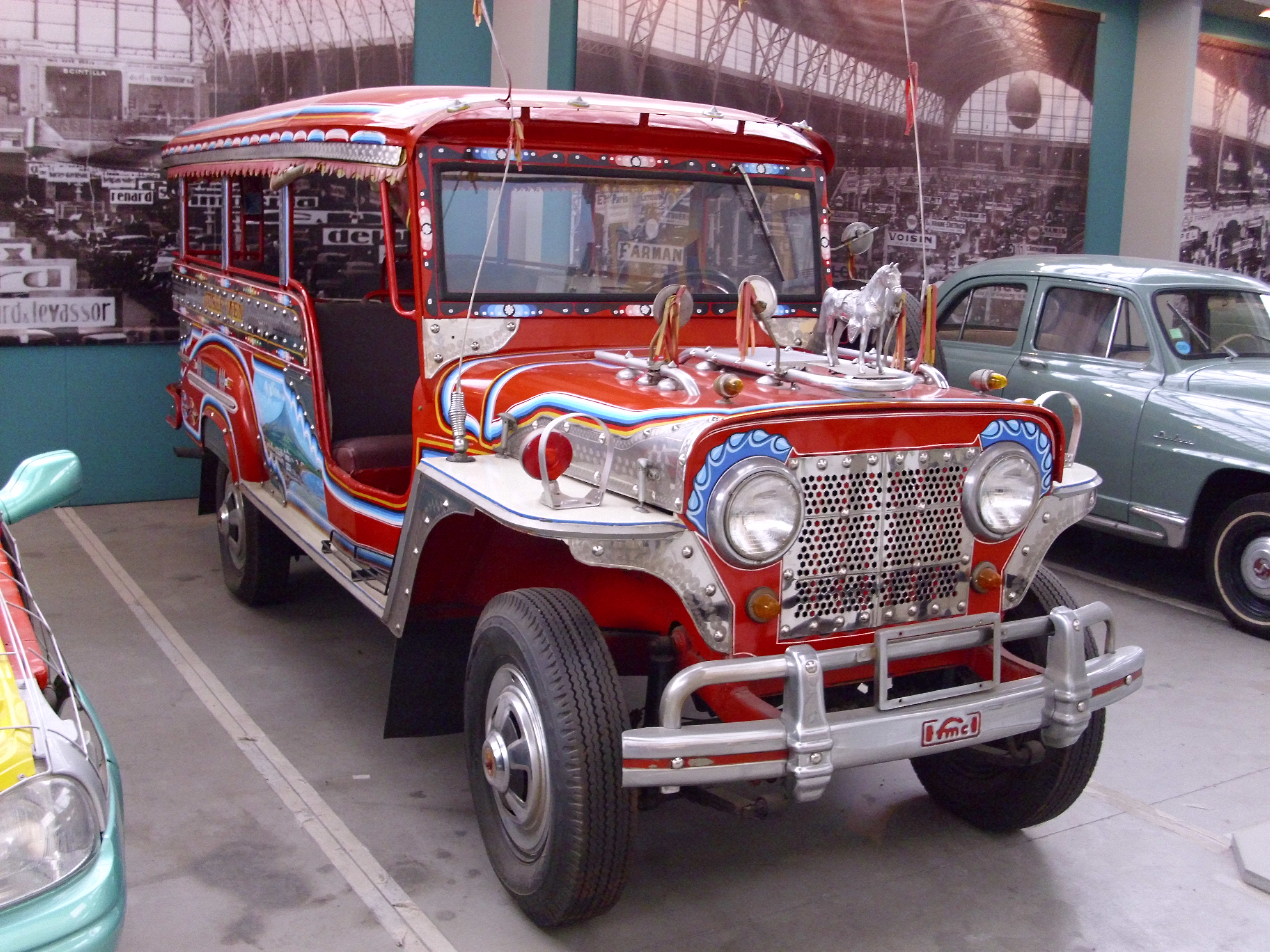
Jeepney von Francisco Motors Corporation

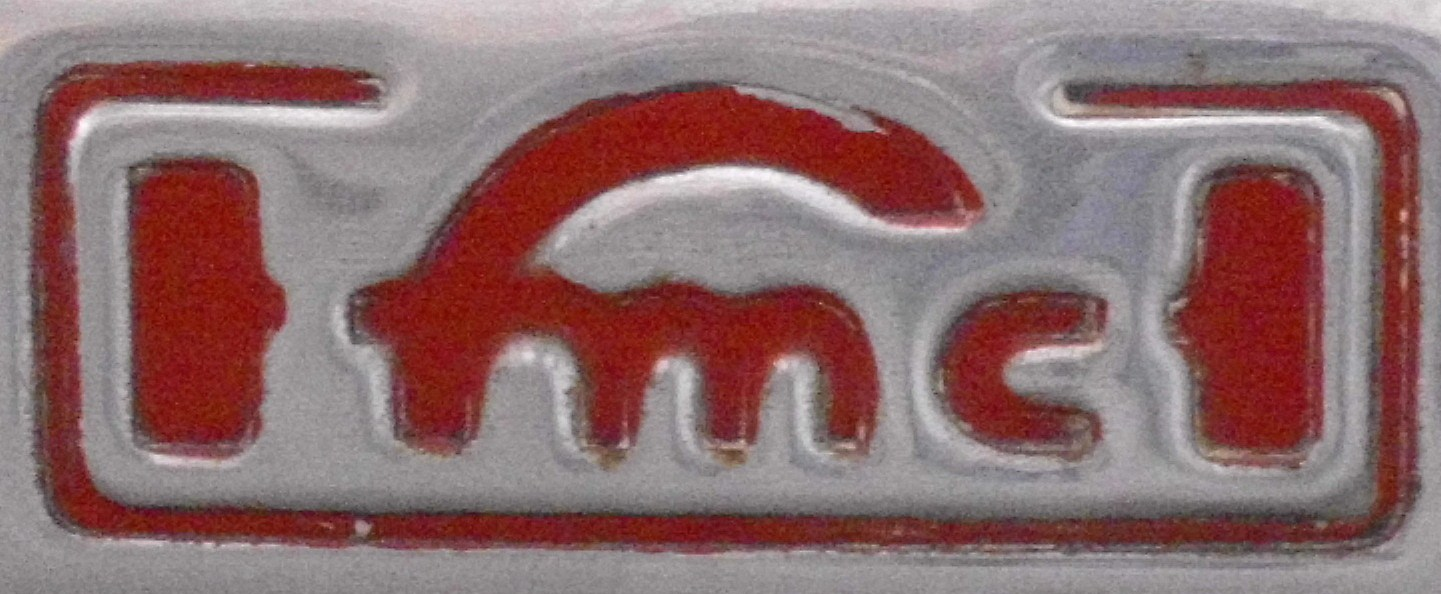
Schriftzug FMC auf der vorderen Stoßstange

Francisco Motors Corporation ist ein philippinischer Hersteller von Automobilen.

## Unternehmensgeschichte
Anastacio Francisco gründete 1947 das Unternehmen. Er begann mit der Montage und Produktion von Automobilen. Der Markenname lautet Francisco, abgekürzt FMC. 1979 entstanden etwa 16 Fahrzeuge pro Woche. Das Unternehmen arbeitete mit Isuzu, ab den 1980er Jahren mit Mazda und später mit Hyundai zusammen. 2002 kam es zu finanziellen Problemen. Als Orte sind Las Piñas, Razal und Makati City überliefert. Zwischenzeitlich leitete Elmer Francisco das Unternehmen, inzwischen sein Sohn Dominic Francisco.

## Fahrzeuge
Francisco montierte zunächst Fahrzeuge von Isuzu.
Außerdem fertigt das Unternehmen Jeepneys. Verschiedene Dieselmotoren von Isuzu und Fuso, ab den 1980er Jahren auch von Mazda, treiben die Fahrzeuge an. 2018 kamen Fahrzeuge mit Elektromotoren auf den Markt.
Das Modell Anfra war ein Pkw aus der Zeit von 1975 bis 2005.